# Itaj Szechter
Itaj Menachem Szechter (hebr. איתי מנחם שכטר, ur. 22 lutego 1987 w Ramat Jiszaj) – izraelski piłkarz grający na pozycji napastnika. Od 2018 roku jest zawodnikiem klubu Maccabi Tel Awiw.

## Kariera klubowa
Karierę piłkarską Szechter rozpoczął w klubie Hapoel Hajfa. Następnie w 2001 roku podjął treningi w Hapoelu Nacerat Illit. W 2005 roku stał się członkiem pierwszego zespołu. 29 sierpnia 2005 zadebiutował w izraelskiej pierwszej lidze w przegranym 1:2 meczu z FC Aszdod. W zespole Hapoelu występował przez jeden sezon.
W 2006 roku Szechter przeszedł z Hapoelu Nacerat Illit do Maccabi Netanja. W nowym zespole po raz pierwszy wystąpił 26 sierpnia 2006 w wygranym 3:1 domowym spotkaniu z Maccabi Hajfa i w debiucie zdobył gola. W 2007 oraz 2008 roku wywalczył z Maccabi wicemistrzostwo Izraela. W Maccabi grał do końca sezonu 2008/2009.
Kolejnym klubem w karierze Szechtera został Hapoel Tel Awiw, w którym zadebiutował 24 sierpnia 2009 w zremisowanym 0:0 wyjazdowym meczu z Beitarem Jerozolima. Z 22 golami na koncie był najlepszym strzelcem Hapoelu w sezonie 2009/2010, a zespół ten został mistrzem kraju. Jesienią 2010 awansował z Hapoelem do fazy grupowej Ligi Mistrzów. W meczu z FC Schalke 04 (1:3) strzelił gola.
W 2011 roku Szechter przeszedł do 1. FC Kaiserslautern. W sezonie 2012/2013 grał w Swansea City. W 2013 roku wrócił do Hapoelu, a w 2014 roku został wypożyczony do FC Nantes. W 2015 przeszedł do Maccabi Hajfa, a w 2016 do Beitaru Jerozolima.
| Sezon   | Klub                 | Kraj    | Rozgrywki      | Mecze | Bramki | Rozgrywki Europy   | Mecze | Bramki |
| ------- | -------------------- | ------- | -------------- | ----- | ------ | ------------------ | ----- | ------ |
| 2005/06 | Hapoel Nacerat Illit | Izrael  | Ligat ha’Al    | 27    | 3      | –                  | –     | –      |
| 2006/07 | Maccabi Netanja      | Izrael  | Ligat ha’Al    | 30    | 7      | –                  | –     | –      |
| 2007/08 | Maccabi Netanja      | Izrael  | Ligat ha’Al    | 24    | 7      | Liga Europy UEFA   | 2     | 0      |
| 2008/09 | Maccabi Netanja      | Izrael  | Ligat ha’Al    | 29    | 7      | Liga Europy UEFA   | 1     | 0      |
| 2009/10 | Hapoel Tel Awiw      | Izrael  | Ligat ha’Al    | 34    | 22     | Liga Europy UEFA   | 11    | 3      |
| 2010/11 | Hapoel Tel Awiw      | Izrael  | Ligat ha’Al    | 11    | 4      | Liga Mistrzów UEFA | 10    | 2      |
| 2011/12 | 1. FC Kaiserslautern | Niemcy  | Bundesliga     | 23    | 3      | –                  | –     | –      |
| 2012/13 | Swansea City (wyp.)  | Anglia  | Premier League | 18    | 1      | –                  | –     | –      |
| 2013/14 | Hapoel Tel Awiw      | Izrael  | Ligat ha’Al    | 15    | 6      | Liga Europy UEFA   | 4     | 1      |
| 2013/14 | FC Nantes (wyp.)     | Francja | Ligue 1        | 11    | 0      | –                  | –     | –      |
| 2014/15 | FC Nantes            | Francja | Ligue 1        | 13    | 1      | –                  | –     | –      |
| 2014/15 | Maccabi Hajfa        | Izrael  | Ligat ha’Al    | 14    | 2      | –                  | –     | –      |
| 2015/16 | Maccabi Hajfa        | Izrael  | Ligat ha’Al    | 10    | 0      | –                  | –     | –      |
| 2015/16 | Beitar Jerozolima    | Izrael  | Ligat ha’Al    | 16    | 3      | –                  | –     | –      |

Stan na: koniec sezonu 2015/2016

## Kariera reprezentacyjna
Szechter w swojej karierze występował w młodzieżowych reprezentacjach Izraela na różnych szczeblach wiekowych: w reprezentacji U-18, U-19 i U-21. W dorosłej reprezentacji Izraela zadebiutował 1 kwietnia 2009 roku w przegranym 1:2 spotkaniu eliminacji do Mistrzostw Świata 2010 z Grecją.
| Mecze i gole w reprezentacji | Mecze i gole w reprezentacji | Mecze i gole w reprezentacji | Mecze i gole w reprezentacji | Mecze i gole w reprezentacji | Mecze i gole w reprezentacji | Mecze i gole w reprezentacji |
| #                            | Data                         | Stadion                      | Rywal                        | Wynik                        | Gol                          | Rozgrywki                    |
| 2009                         | 2009                         | 2009                         | 2009                         | 2009                         | 2009                         | 2009                         |
| ---------------------------- | ---------------------------- | ---------------------------- | ---------------------------- | ---------------------------- | ---------------------------- | ---------------------------- |
| 1.                           | 01.04.2009                   | Heraklion, Grecja            | Grecja                       | 1:2                          | 0                            | el. MŚ 2010                  |
| 2.                           | 10.10.2009                   | Ramat Gan, Izrael            | Mołdawia                     | 3:1                          | 0                            | el. MŚ 2010                  |
| 3.                           | 14.10.2009                   | Bazylea, Szwajcaria          | Szwajcaria                   | 0:0                          | 0                            | el. MŚ 2010                  |
| 2010                         |                              |                              |                              |                              |                              |                              |
| 4.                           | 03.03.2010                   | Timișoara, Rumunia           | Rumunia                      | 2:0                          | 0                            | towarzyski                   |
| 5.                           | 26.05.2010                   | Montevideo, Urugwaj          | Urugwaj                      | 1:4                          | 0                            | towarzyski                   |
| 6.                           | 30.05.2010                   | Concepción, Chile            | Chile                        | 0:3                          | 0                            | towarzyski                   |
| 7.                           | 09.10.2010                   | Ramat Gan, Izrael            | Chorwacja                    | 1:2                          | 1                            | el. Euro 2012                |
| 8.                           | 12.10.2010                   | Pireus, Grecja               | Grecja                       | 1:2                          | 1                            | el. Euro 2012                |
| 2011                         |                              |                              |                              |                              |                              |                              |
| 9.                           | 10.08.2011                   | Lancy, Szwajcaria            | Wybrzeże Kości Słoniowej     | 3:4                          | 0                            | towarzyski                   |
| 10.                          | 02.09.2011                   | Tel Awiw-Jafa, Izrael        | Grecja                       | 0:1                          | 0                            | el. Euro 2012                |
| 11.                          | 06.09.2011                   | Zagrzeb, Chorwacja           | Chorwacja                    | 1:3                          | 0                            | el. Euro 2012                |
| 2012                         |                              |                              |                              |                              |                              |                              |
| 12.                          | 26.05.2012                   | Graz, Austria                | Czechy                       | 2:0                          | 0                            | towarzyski                   |
| 13.                          | 31.05.2012                   | Lipsk, Niemcy                | Niemcy                       | 1:4                          | 0                            | towarzyski                   |
| 14.                          | 15.08.2012                   | Budapeszt, Węgry             | Węgry                        | 0:3                          | 0                            | towarzyski                   |
| 15.                          | 07.09.2012                   | Baku, Azerbejdżan            | Azerbejdżan                  | 1:2                          | 1                            | el. MŚ 2014                  |
| 16.                          | 11.09.2012                   | Ramat Gan, Izrael            | Rosja                        | 1:2                          | 1                            | el. MŚ 2014                  |
| 2013                         |                              |                              |                              |                              |                              |                              |
| 17.                          | 26.03.2013                   | Belfast, Irlandia Północna   | Irlandia Północna            | 2:0                          | 0                            | el. MŚ 2014                  |
| 18.                          | 02.06.2013                   | Nowy Jork, Stany Zjednoczone | Honduras                     | 2:0                          | 0                            | towarzyski                   |
| 19.                          | 14.08.2013                   | Kijów, Ukraina               | Ukraina                      | 0:2                          | 0                            | towarzyski                   |

## Sukcesy
- Ligat ha’Al:
  - mistrzostwo (1): 2009/10
  - wicemistrzostwo (2): 2006/07, 2007/08
- Puchar Izraela:
  - zwycięstwo (1): 2010